# Деніел Вулфолл
Деніел Берлі Вулфолл (нар.15 червня 1852  — †24 жовтня 1918)  — другий президент ФІФА, обіймав посаду з 1906 по 1918 рік.
Адміністратор англійської Футбольної асоціації з Блекберна, Даніель Берлі Вулфолл був обраний президентом ФІФА  — 4 червня 1906 року. Основною метою під час його президентства було узгодження єдиних правил футболу на міжнародному рівні, і він відіграв видну роль у розробці нової конституції ФІФА. Під головуванням Вулфолла, застосування Правил гри, створених згідно з англійською моделлю, стало обов'язковим і було надано чітке визначення для міжнародних матчів.
Через два роки після вступу на посаду президента, він допоміг організувати перші примітні міжнародні змагання з футболу  — Олімпійські ігри 1908 року в Лондоні.
Під час його правління, як президента, до ФІФА приєдналися перші неєвропейські члени: Південно-Африканський Союз (в 1909 році), Аргентина і Чилі (обидві в 1912 році) і США (в 1913 році). Та подальший розвиток ФІФА був перерваний початком Першої світової війни.
Президенство Вулфолла закінчилося з його смертю в 1918 році.